# Alfred Nossig
Alfred Nossig, född 18 april 1864 i Lemberg, död 22 februari 1943 i Warszawa, var en polsk författare. 

## Biografi
Nossig blev filosofie doktor vid Wiens universitet på en avhandling om Baruch Spinoza. Litterärt framträdde han 1885 med idédramat Tragedya myśli (Idéns tragedi), behandlande Giordano Brunos martyrdöd. Det historiska skådespelet Król Syonu (Konungen av Sion, 1887) behandlar Bar-Kochba-stoffet (judarnas kamp mot romarna under kejsar Hadrianus). Jan Prorok (Profeten Johannes, 1892) är ett i Adam Mickiewicz "Pan Tadeusz" stil hållet epos på prosa, en kulturbild från det samtida Galizien. Han förespråkade judarnas emancipation och assimilering med det polska samhället, uppsatte 1880 tidskriften "Ojczyzna" och verkade i Kolonizacya žydowska w Palestynie (1904) och andra skrifter för den sionistiska rörelsen. År 1888 utgav han en diktsamling, Poezye. 
Under andra världskriget sköts Nossig till döds i Warszawas getto av den judiska motståndsrörelsen Żydowska Organizacja Bojowa då han befunnits skyldig till samarbete med nazisterna.